# Bierki

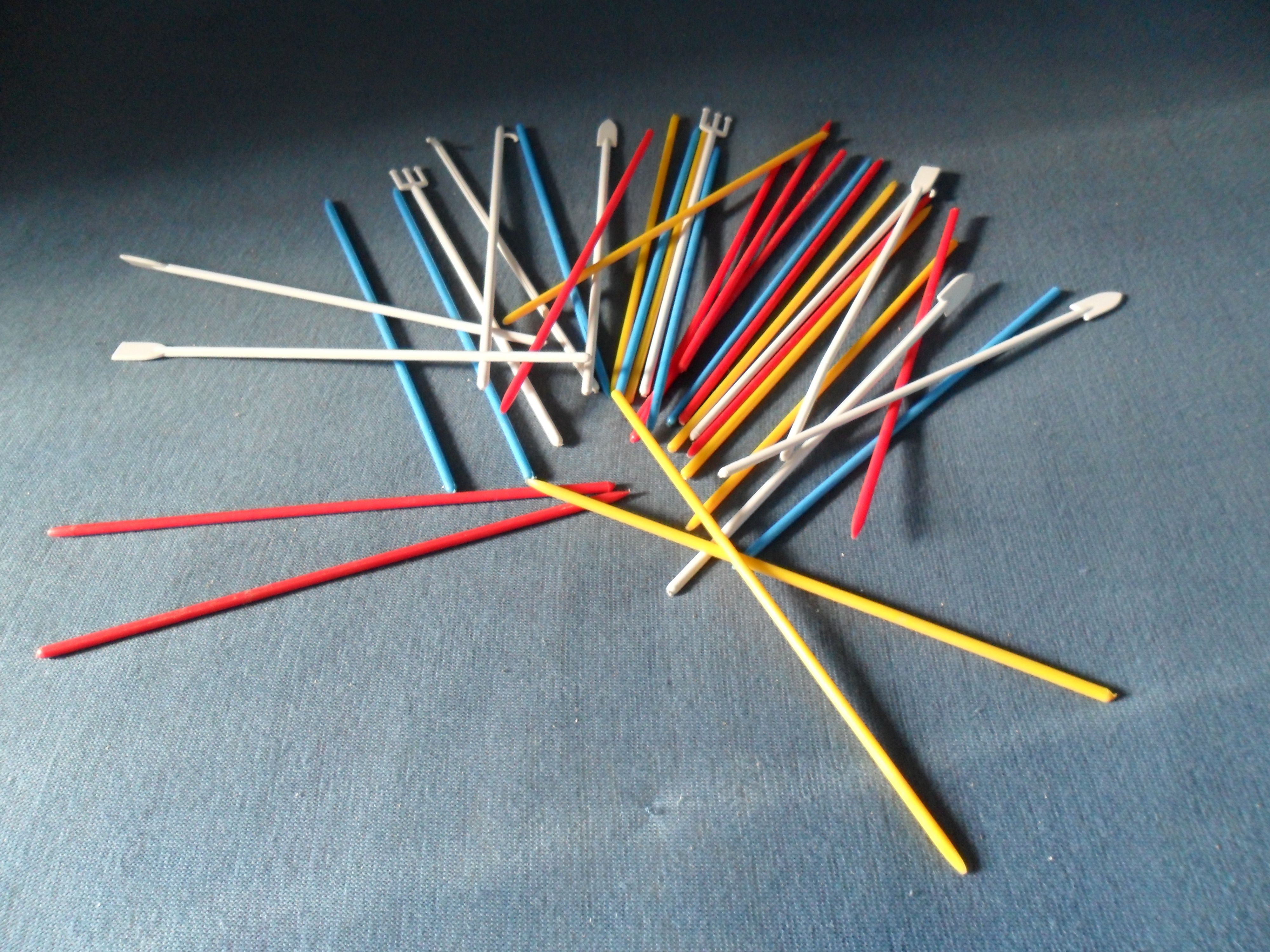
Bierki

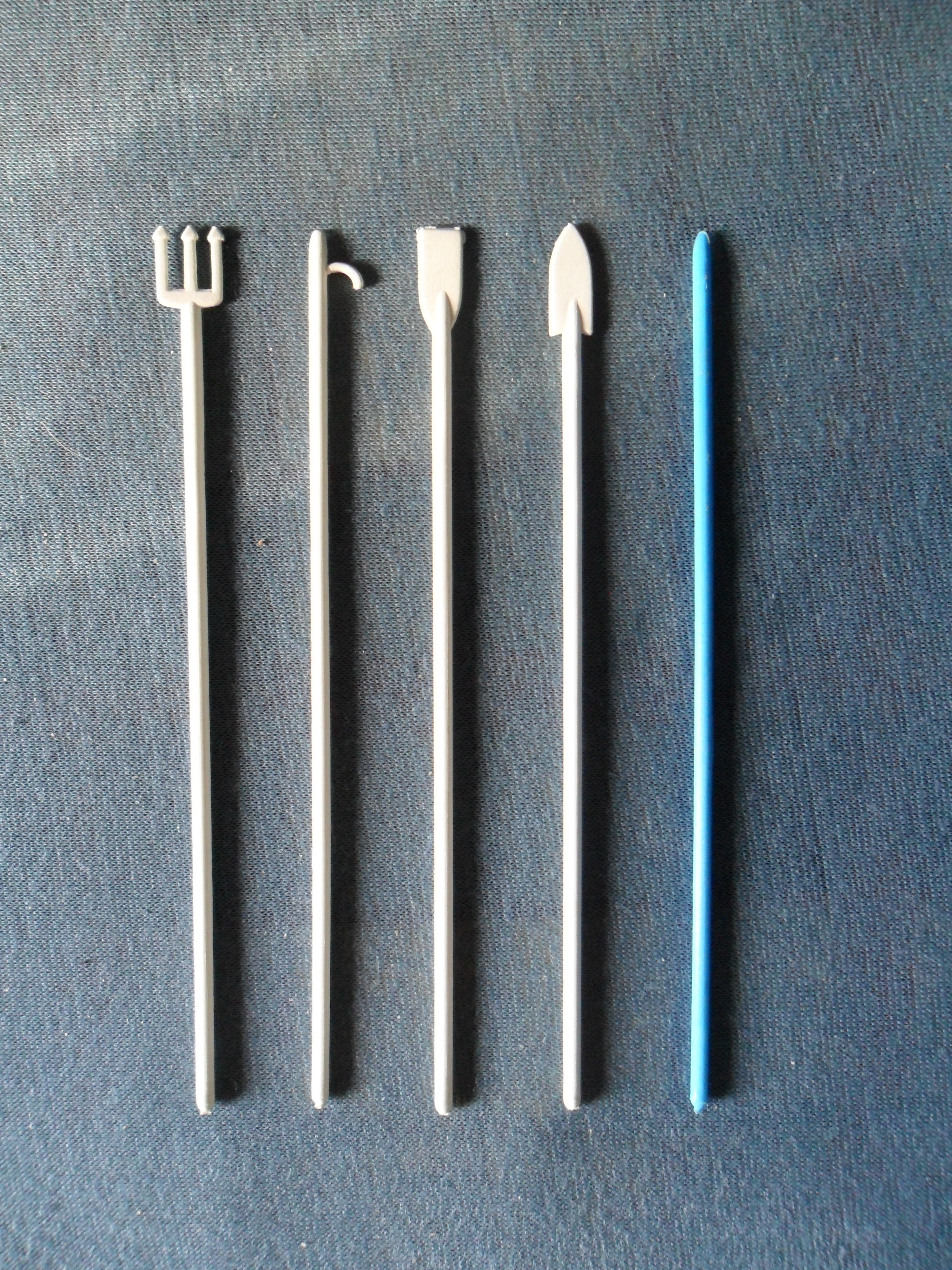
Wszystkie pięć rodzajów bierek (od lewej): trójząb, bosak, wiosło, harpun i oszczep

Bierki – gra towarzyska popularna od XVIII wieku polegająca na zbieraniu pojedynczych patyczków różniących się kształtem z bezładnie rozrzuconego stosu, bez poruszenia pozostałych. Ćwiczy silną wolę, koncentrację, zręczność. Wygrywa ten gracz, który uzyska największą liczbę punktów, naliczanych według rodzaju i liczby zebranych patyczków. Przy zdobywaniu patyczków można posłużyć się już zebranymi. Znana była jako gra wyrocznia plemionom germańskim już 2000 lat temu. Na zestaw bierek składają się:
- 3 trójzęby po 25 punktów
- 3 harpuny po 15 punktów
- 3 wiosła po 10 punktów
- 3 bosaki po 5 punktów
- 24 oszczepy, każdy wart 1 punkt

W handlu zdarzają się zestawy różniące się od powyższego liczebnością poszczególnych rodzajów bierek (na przykład 1–2–2–2–16, 3–3–3–3–16 lub 3–3–3–2–23), lub punktacją (na przykład 25–5–10–15–1).

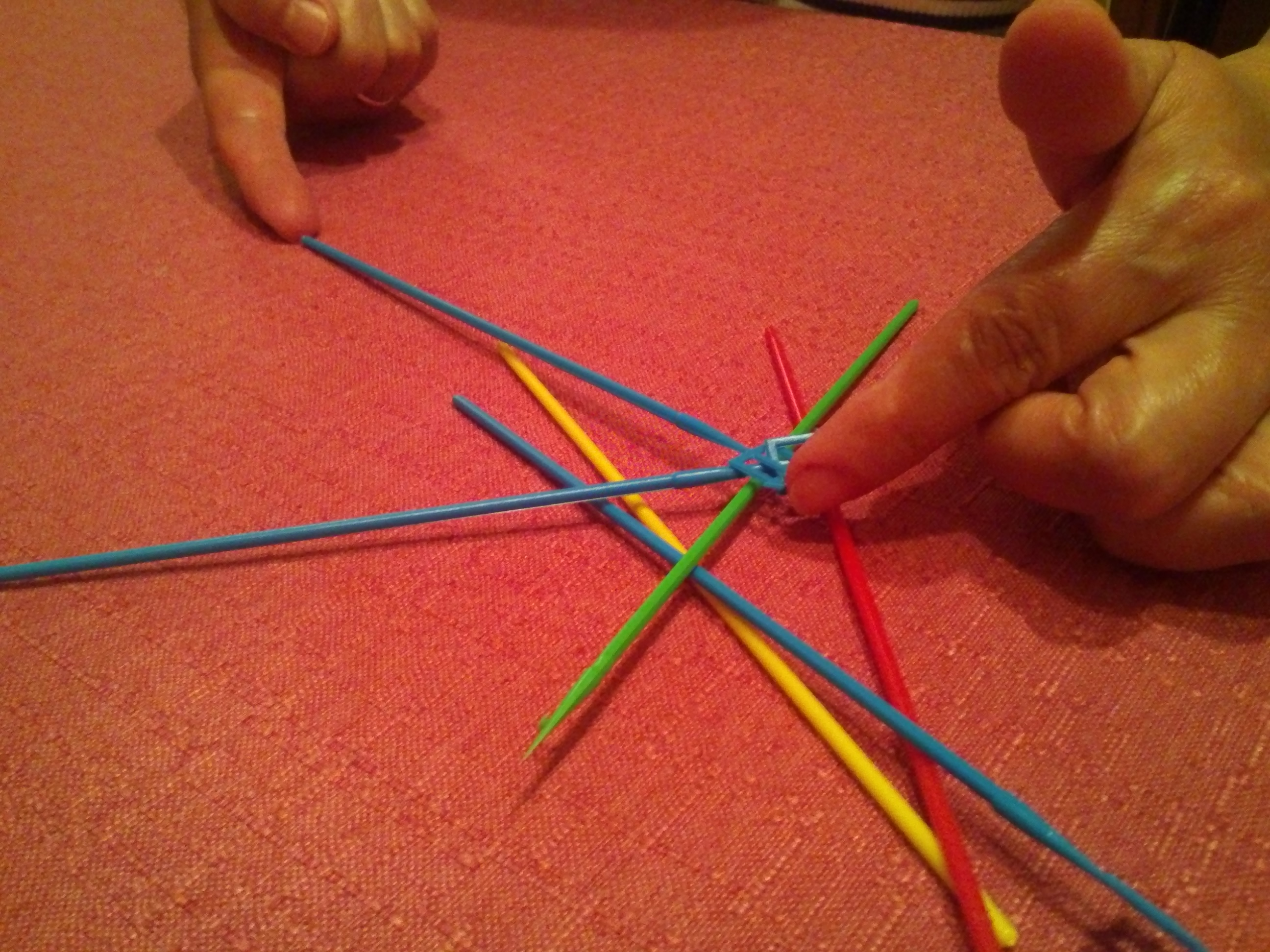
Jedna technika gry w bierki.

Zręcznościowa gra towarzyska, podobna do bierek, nosi nazwę mikado.